# Kanton Le Puy-en-Velay-Sud-Ouest
Le Puy-en-Velay-Sud-Ouest is een voormalig kanton van het Franse departement Haute-Loire. Het kanton maakte deel uit van het arrondissement Le Puy-en-Velay. Het werd opgeheven door het decreet van 17 februari 2014, met uitwerking op 22 maart 2015.

## Gemeenten
Het kanton Le Puy-en-Velay-Sud-Ouest omvatte de volgende gemeenten:
- Le Puy-en-Velay (deels, hoofdplaats)
- Vals-près-le-Puy